# Kirk Penney
Kirk Samuel Penney (* 23. November 1980 in Milford, North Shore City) ist ein ehemaliger neuseeländischer Basketballspieler. Nach Sean Marks war er der zweite Neuseeländer in der NBA, in der er sich aber nicht durchsetzen konnte. Er gehört zur erfolgreichsten Generation neuseeländischer Basketballspieler, die mit der Nationalmannschaft bei der Weltmeisterschaft 2002 das Halbfinale erreichte.

## Vereinskarriere
Penney begann seine Karriere bei North Harbour Heat in der australasiatischen NBL, wo er als bester Rookie der Saison 1998/99 ausgezeichnet wurde. Anschließend war er bis 2003 in den Vereinigten Staaten für die Mannschaft der Universität Wisconsin-Madison, die Wisconsin Badgers, aktiv, mit denen er 2000 das Final Four der NCAA Division I erreichte. Bei der NBA-Draft 2003 wurde Penney nicht ausgewählt, dennoch nahmen ihn die Minnesota Timberwolves unter Vertrag. Ohne eine Partie für Minnesota bestritten zu haben, wurde er aus dem endgültigen Saisonkader gestrichen, bekam aber wenig später bei den Miami Heat einen Vertrag, für die er zwei Spiele bestritt. Noch im November 2003 wechselte er nach Spanien zu CB Girona, das ihn wiederum sofort an den Ligakonkurrenten CB Gran Canaria abgab. Dort blieb Penney bis zum Ende der Saison 2003/04. Anschließend nahmen ihn die Asheville Altitude unter Vertrag, mit denen er Meister der NBA D-League wurde. Während jener Saison hatten ihn zwischenzeitlich am Jahresende 2004 die Los Angeles Clippers verpflichtet, für die er weitere vier NBA-Partien bestritt.
2005 wechselte Penney zu Maccabi Tel Aviv. Mit diesem Verein erreichte er das Endspiel der Euroleague 2005/06. Anschließend war Penney für Žalgiris Kaunas und den Bundesliga-Verein Alba Berlin aktiv. Ab der Saison NBL 2007/08 spielte er wieder in der NBL, nachdem er zu den New Zealand Breakers gewechselt war. Penney war 2009 der erste Neuseeländer, der zum MVP der NBL gewählt wurde. In der Folgesaison wurde er in das All-NBL First Team gewählt. Anschließend versuchte er sich ein weiteres Mal in der NBA D-League, in der er insgesamt sieben Spiele für Sioux Falls Skyforce bestritt. In der folgenden NBL-Saison gewann Penney mit den Breakers die Meisterschaft, bevor er nach Spanien zu Baloncesto Fuenlabrada wechselte. Nach einer Spielzeit wechselte er zur Saison 2012/13 zum türkischen Erstligarückkehrer TED Ankara Kolejliler, bei dem er unter anderem mit seinem kurzzeitigen Berliner Mannschaftskameraden Jovo Stanojević zusammenspielte. 2013 unterschrieb Penney einen Vertrag beim Ligakonkurrenten Trabzonspor, spielte hernach kurz in Spanien, ging dann nach Australien, wo er in der Spielzeit 2015/16 für die Illawarra Hawks und in den Saisons 2016/17 und 2017/18 bei den New Zealand Breakers aktiv war. 2018 beendete er seine Laufbahn.

## Nationalmannschaftskarriere
Penney ist seit 1999 fester Bestandteil der neuseeländischen Nationalmannschaft. Er nahm mit ihr an zwei Olympischen Spielen (2000 und 2004) sowie drei Weltmeisterschaften (2002, 2006 und 2010) teil. Mit Abstand am erfolgreichsten schnitt die Mannschaft bei der WM 2002 ab, als sie das Halbfinale erreichte, woran Penney als zweitbester Korbschütze der Mannschaft (nach Phillip Jones) maßgeblich beteiligt war.